# 数字恶魔物语 女神转生II
《数字恶魔物语 女神转生II》是一款南梦宫发行、ATLUS开发的角色扮演游戏。SFC上的一个增强重制版则是在1995年由Opera House制作并由Atlus发行的。本游戏是《女神转生》系列的第二作，主要描述了无名的主角于后启示录废土探索，并于恶魔战斗或将其召募。因为主角被迫参与了路西法的恶魔势力同Y・H・V・H军之间的斗争。
游戏在1987年开发，那是在前作《数字恶魔物语 女神转生》发布之后。虽然第一部游戏改编自小说三部曲，但《女神转生II》却有一个探讨了关于秩序与混乱描绘之偏见的原创故事。冈田口司和增子司分别作为导演和作曲家而回归，但图像部分却是由金子一马设计的。游戏一发售，就受到了一致的好评。其中的一部分在1992年的SFC游戏《真·女神转生》中重制，而后者被认为是整个系列中最具影响力的。

## 游戏玩法
《数字恶魔物语 女神转生II》是一款角色扮演游戏，玩家扮演在后启示录遗迹————东京中探索的无名男子。就像前作一样，《女神转生II》中，玩家以第一人称视角在迷宫中探索。但在迷宫之间，他们也以俯视角探索主世界。在他们的旅途之中，主人公一行人能拜访商店与城市并于此获取更多的剧情信息以及使用游戏内货币购买物品。随着故事的发展，主人翁被提供了基于道德的对话选择肢，这些选择肢将影响人们对主人公的反应并将决定在游戏最后所收获的结局。
回合制战斗是通过随机遇敌机制出发的。玩家可以选择几个选项，包括有战斗和逃跑。战斗介面屏幕底部的小妖精图标指示了敌人数。在战斗过程中，主角及其同伴可执行一些行为。这些行为包括近战攻击、诸如魔法一类的远程攻击以及使用可削弱敌人或增强主角团队的道具等。战斗成功后，玩家一行人将得到经验值、技能点、物品、金钱的奖励。技能点可分配给主人公一行人来提高他们的个人属性，诸如速度、魔法等，这能提升他们的战斗表现。
除了战斗以外，主角一行还可以和所遇到的恶魔交谈，并通过谈判来让它们加入玩家队伍。使用游戏世界中的特殊地点，玩家可以将两种不同的恶魔合成未新种类的恶魔，新恶魔将继承其双亲恶魔之技能。主人公在游戏剧情中所做的选择会影响不同恶魔的召募系数。恶魔对玩家的态度受月相影响，自新月至满月，共有八种阶段。也就是说，一个月共分十六种阶段。

## 剧情梗概
故事时间设定在“20XX”年，那已经是核子末日摧毁世界的35年之后了。那场灾难也永远开启了通向恶魔世界原型界（Atziluth）的传送门。幸存的人类则不得不在地下避难所生存。两个幸存者，主人公及其他的朋友，从一款电视游戏中释放了一个叫帕祖祖的恶魔。帕祖祖告诉两人说他们命中注定就是要拯救人类的弥赛亚。他授予英雄召唤恶魔及同其交流的能力，并把魔法传授给其朋友。帕祖祖给他们了个任务，叫他们摧毁已经控制了东京的恶魔领主。恶魔巴力（所罗门王召唤的72魔神之首）将其封印在游戏《恶魔杀手》里。英雄走出避难所冒险之后，弥赛亚教徒称他们真正的弥赛亚。然而，一行人一到东京铁塔，就发现了一个也被帕祖祖称之为弥赛亚的巫女。但她主张帕祖祖一直在为了他自己的利益而控制主角二人。而朋友拒绝相信帕祖祖正在利用他们这件事。为了推动故事发展，玩家必须站在巫女的一边，这导致了他朋友离开其队伍并反目成仇。弥赛亚和巫女继续在东京旅行，并击败了欲图控制城市的恶魔领主，并于此过程中解散了提婆（印度教天人）狂信者教团，最终杀死了帕祖祖他自己。与此同时，英雄的朋友打破封印，解放了路西法。最后，英雄们找到了巴力，他在企图实现帕祖祖的意愿时杀掉了英雄的朋友。英雄为其朋友就复了仇。当打败巴力时，这恶魔变为了一只小青蛙，玩家可以选择放掉它或直接杀死它。
弥赛亚教徒指引英雄使用他旅途中所收集的所羅門七柱，以在核导弹的原爆點处打开通往恶魔世界原型界的大门来永远打败恶魔。一进入恶魔世界，英雄们便在几个地区内探险并最终击败掌控那里的恶魔霸主。若英雄们带着巴力，他们可以选择把他回复为他的真正形态，巴力神。而天神伊邪那岐也让英雄去拯救被恶魔杀害的女神伊邪那美。在打败全部霸主并拯救伊邪那美之后，伊邪那岐将帮助英雄们来到路西法的城堡。若巴力已经恢复为巴力神，则路西法会解释说恶魔是被Y・H・V・H投入地狱的古神，而Y・H・V・H正在利用主角一行来打败它的替人，将两个世界全部摧毁并创造一个人类永远被他统治的天国。路西法给玩家提供了一个阻止Y・H・V・H的计划，而宣称要对引发了核战争的撒旦处决。英雄之后返回人类世界来迎击撒旦。若他们不接受路西法的帮助反而杀掉路西法，则他们将击败撒旦之后被Y・H・V・H所传送。Y・H・V・H会将他们升格为新的神灵并创造千年王国。若路西法加入了他们的队伍，则队伍就有机会与Y・H・V・H作战。队伍在击败Y・H・V・H之后，就会被警告道Y・H・V・H将复活，而没了Y・H・V・H的帮助，那他们就选择了一条艰难的道路。路西法之后和全部恶魔返回了原型界，封印了两个世界之间的裂痕，并让人类从他们自己的战争中恢复出来，重建城市。

## 开发
首作《数字恶魔物语 女神转生》是一款改编自西谷史的三部曲小说《数字恶魔物语》的电子游戏，由Atlus开发，由南梦宫于1987年发行。游戏获得了风评和商业上的双重成功。根据总监冈田耕始所说，这给了Atlus的开发组开发续作留下了余地。虽说游戏第一作除过场动画以外完全采用了第一人称视角，但《女神转生II》在使用了俯视角导航并以第一人称战斗。这是个来自开发人员的建议。他们收到了太多玩家在游戏中迷路的意见。同一代一样，编程和游戏设计的优先级高于故事描述等方面。游戏音乐由增子司创作，一代的音乐也是他写的，而且在本作中，部分音乐来自于他的早期作品。因为采用了特殊的内存映射，音乐质量照前作提升相当明显。
角色和恶魔的设定是由金子一馬完成的。金子一马玩过第一作，但他加入ATLUS时并不知道该作正是由ATLUS开发的。《女神转生II》是金子一马首次参与女神转生系列的作品。在设计恶魔时，金子一马受到了哥斯拉系列中的怪物的启发，希望对日本民间传说和世界神话中的生物进行他自己的设计。对于每个设计，他都参考了各种神话的主要特征和不同文化间的差异，最终，都被融入进了游戏。他从北美神话中获取关于恶魔设计的灵感。比如他的恶魔以人类的负面情绪作为食物。他后来评论说，他的早期设计是“被迫”的，并说任天堂对他的恶魔设计的成熟度感到担忧，甚至要求他去掉一个裸体女性身体上的乳头。
虽然游戏第一作基于西古史的小说，但ATLUS决定在第二作中创作一个原创故事。游戏的场景、恶魔对话和世界观都是由鈴木一也设定的。他也为第一作的故事元素设定做过工作。该企划的第二个作家为伊藤龙太郎。他加入工作组时企划的工作都已经开始了。伊藤负责编写大多数角色对话，乃至于店主冷漠的寒暄。游戏中基于玩家选择的结局被标记为“秩序”和“混乱”两种。这是为了反思两者在传统上的描述方式。根据冈田耕始的说法，这旨在让玩家产生疑惑，“秩序”是否理想而“混乱”又是否邪恶。主人公断臂的争议场景的灵感来自于好莱坞电影《星際大戰五部曲：帝國大反擊》中的桥段。为了致敬小说原著作者西古史，伊藤龙太郎在游戏的最后阶段添加了小说主角的名字。

## 发行
《女神转生II》由南梦宫于1990年四月六日在FC平台上发行，游戏载体是4兆位卡带。游戏也被移植到了手机上，NTT DoCoMo上的版本在2006年九月一日发行，而Vodafone live! 的版本在同年十二月一日发行。
日本游戏厂商Opera House将其及其前作重制到了SFC上。在这个版本中，图形被重绘，游戏玩法被优化。而恶魔的形相由Kaneko重绘，后者是这个系列的独立插画家。游戏音乐则由崎元仁编写。该作标题为《旧约·女神转生》 。该版在1995年三月三十一日发布。
2012年七月三日，此版本在WII的Virtual Console 上重发布。此游戏的所有版本均在日本国境内发布。这是因为任天堂的游戏宗教审查政策。考虑到《女神转生》以宗教元素为中心，这不便于其在欧美地区的本地化。一个《旧约·女神转生》的爱好者英化版在2014年八月二十八日发布。

## 评价
| 媒体   | 得分  |
| ------ | ----- |
| Fami通 | 33/40 |

日本游戏杂志《Fami通》给予游戏《女神转生II》高分并将其列入杂志的黄金名人堂。四个评论家注意到了本作相照前作的一些改进。本作的恶魔融合和升级的地图绘制系统收到了好评。尽管有评论家认为游戏进度太慢。《硬核游戏101》的编辑康特·卡拉塔和克里斯托弗·J·斯内尔格罗夫认为本作的图形和音乐均好于第一作，并称本作为系列中“真正开始成型”的游戏。
日本游戏杂志《YOUGO》回顾本系列，指出了该游戏在善恶道德的两方面所进行的深入思考，并赞扬了其中混合的计算机朋克和神秘主义元素。并认为这是《女神转生》系列之所以能取得成功的先驱原因。卡拉塔在1UP.com的一篇文章中考据了成人主题在本作故事线中所发挥的作用。

## 游戏内容
状态
点数的最大値由前作的20增长到35，等级的最大値由61增长到了84。此外，“つよさ”变成了“体力”。前作中，等级最大时候全部的点数都是最大的，本作中则是不可能的。此外，这个作品中除升级外，也可以提高能力点数的“インセンス（香）”也登场了。
悪魔
悪魔合体中，不只有过去的2身合体，也有有3个恶魔参与的合体3身合体初次登场。天使、怪獣、狂人、机器等新种族登场了，悪魔种类的总数也大幅増加了。
魔法
魔法的名字有了很大的改动。有火焰魔法“アギ”、冰冻魔法“ブフ”、电击魔法“ジオ”、冲击魔法“ザン”、咒杀魔法“ムド”、辅助魔法“タルカジャ”、“ラクンダ”等，到现在为止所使用的魔法体系的基础完成了。
装备
装备的总类大幅增加。可装备的部位比后座《真・女神転生》系列的多，有以下七种。
劍、枪、衣服、盔、手套、靴子、护目镜、斗篷。
前作的武器种类只有剑，自本作开始加入了枪。攻击（ATTACK）时候可以选择攻击所使用的种类。枪的攻击力高，但对灵体效果不好。此外，在本作的武器店所能购买到的只有枪，剑得从宝箱中或任务中入手。此外，打倒敌人时也有较低的概率得到。此外，防具中的护目镜只能通过开宝箱来入手，而斗篷只能作为赌场里赌博的赠品入手
失踪
为了让死去的仲魔复活在回复之泉的话，有约64分之1的概率失败，那个仲魔就会被删除。在那时回复之泉的老人就会说“失败了，很抱歉”的话。
保存
虽然前作是使用密码来保存的，但本作还是搭载了记忆电池，可以在电脑房和各地的保存人那里保存进度。手机版则在任何地方都可以保存进度。
自动导航
能自动寻路的功能。是给3D迷宫苦手准备的，但在自动导航移动的过程中，敌人一出现导航就中断了。特定条件下一直绕路的情况也多有发生。本作是第一次采用该系统的，但后作就不采用了。SFC版的《旧约·女神转生》和手机版的女神轉生系列就没有搭载此功能。
状态标志
本作中画面里只显示了一个地方恶魔，在画面上部敌人的数目用人性的标记表示出来了。根据
这个标记，恶魔HP减少、状态异常等状态就能知道了。手机版里，我方的状态也是用这个标志表现的。
游戏结束
主人公和朋友两者都死亡（DEAD）或石化（STONE）的话（即使仲魔还活着），游戏就结束了。冥府之河的摆渡人卡戎会出现并硬解灵魂，但只要支付身上的一半金钱就能复活。（相当于前作的接关）。
多结局
巴尔打败之后变成的青蛙怎么处理呢，以后战斗的最终BOSS会受其变化。杀掉青蛙置之不理的话，最终BOSS就是撒旦，不杀青蛙，放生掉呢，路西法就会加入作为仲魔，之后会和Y・H・V・H对战。要看到真正的结局，要捉住青蛙继续游戏，最后会和Y・H・V・H战斗。

## 設定

### 关键词
弥赛亚教
2011年产生的新兴宗教。相信救世主（きゅうせいしゅ）将降临的说法。弥赛亚教会设在中野。
提婆教
2013年产生的、由盖亚教派生的新兴宗教。和盖亚教一样，也同样相信人类可以和恶魔共存的说法。其总本山和盖亚教的一样，设在上野。
《恶魔杀手》
故事开头，主人公和朋友所玩的游戏，游戏中只有序章的迷宫。在真结局里，会在途中见到损坏的《恶魔杀手》片尾，其中，工作人员表里记载有“A.NAKAJIMA”的名字。
《恶魔杀手2》
可以在涩谷智能大厦里的一个房间里放置的电脑里玩到这款游戏，是《恶魔杀手》的续作。在游戏中，敌人相当的强，另一方面，主人公以《恶魔杀手》结束时的装备进行战斗，所以失败的可能性很高。此外，在《恶魔杀手2》的特定地点，有一个“等待了主人公半个世纪”的恶魔自愿成为主人公的仲魔。但这个迷宫并非主线剧情上所必须经过的。

### 舞台
2036年的东京是舞台。而终末战争当时已经发生30年了。由于新型炸弹的使用，地形的变化很大。20世紀末尚还存在的鉄道和高速公路等交通方式也不存在了，而徒步是移动的主要方式。由于地表的裂缝之类的障碍，移动被严重限制了。过去的地铁则起到了地下通道的作用。
- 京滨（日语：京浜）第3避难所 - 隔绝了地上混乱的地下避难所。在恶魔入侵之前，一直有武器库、诊所、酒吧等生活中必要的东西。地址是东京都大田区矢口2-1-21（原南梦宫本社所在地。）。
- 羽田 - 曾是国际机场的地区。现在只有一个人住在那里。
- 品川 - 防具店和枪店都有且人口很多的街道，地下通道和有名方面相连接。
- 有明 - 竞技场和博彩店林立的东京屈指可数的欢乐街。
- 芝 - 东京铁塔所在地。电梯到现在都仍在运作。
- 涩谷 - 提婆教所支配的街道。忠犬八公像和智能大厦也在这里。智能大厦里有警备机器人，但因为电脑暴走了，所以进入里面是很困难的。
- 銀座 - 东京最大的街道。地下街里商店很多。距离原爆点很近，因为地形变化而成了孤岛。
- 池袋 - 太阳城60已经改建为街道了。太阳城60内有像罗马真理之口的“恶魔之口”。
- 新宿 - 帕祖祖复活之后可以进入的街道。最初有结界阻挡着主人翁。用从玛门那里入手的巴尔之爪就可以打破结界进入那里。
- 后乐园 - 过去的東京巨蛋近边。这里也成了欢乐街。
- 上野 - 提婆教的根据地。有全东京唯一的可进行仲魔3身合体的邪教之馆，还有无头的西郷隆盛像（日语：西郷隆盛像）。
- 中野 - 弥赛亚教的教会就在这里。可以在这里知道涩谷智能大厦的进入密码。
- 夢之島 - 填埋的垃圾所形成的岛屿。有垃圾腐败生成的有毒物质积存的毒沼。

## 登场人物
3人都没有官方的名字、倘若在名字输入画面什么都不输入就确定的话，主人公缺省就是“ワタシ？？？？？（《旧约・女神转生》里是‘ヒーロー’）”（我；英雄）、少女是“ショウジョ！！（しょうじょ）”（少女）、朋友是“トモダチ．．．（あいぼう）”（朋友；搭档）。FC版的说明书规定主人公是“ヒデト”、少女是“ロザンナ”、親友是“センダ”。此外，双页文库的游戏手册《数字恶魔物语 女神转生II 弥赛亚计划2036》中规定主人公名字为“タクマ”、少女是“アスカ”、親友是“リュウ”。
主人公
本作的主人公。京浜第3避难所里出生并长大的少年。拥有“恶魔召唤程序”，可以通过同恶魔对话而使其成为仲魔。在故事的中间阶段，在一个场所的事件里意外丢掉了左臂。但在银座的控制论研究所中通过作手术而得到了内有高性能电脑的义手。
朋友
主人公的少年朋友。有叫广子的女朋友。和主人公不同，他会使用魔法。他的上进心和自我表现欲很强。
主人公和他断绝关系后、因为帕祖祖给了他异形之铠，外观会变成他人，所以别人称他为“黑暗英雄”。
少女
住在东京铁塔的谜之少女。被称作“魔女”，拥有不可思议的力量。她过去是帕祖祖的部下，但因他复活的企图而背离了他。
和帕祖祖反目之后，好像侍奉着另外的人，听从那人的命令，把火之割符托付给了主人公朋友的女朋友广子。
广子
朋友的女朋友。在避难所中等待朋友回去。FC版中是红发，但重制版里就是金发了。
鈴木（すずき）
在銀座经营会社的比较老的社长。乍一看是很普通的角色，但其身后隐藏着重大的秘密。其原型是个真实人物————鈴木銀一郎。
细菌博士
银座地下研究所里的瘋狂科學家。创造了突变体。可从安非他命中精炼出能恢复石化状态的“帕托拉诺”。。原出处是《超绝伦人》。
保存人
在东京各地都存在，有传送装置功用的，图腾柱样的迷之存在。普通人类是感觉不到它们的。就是它们的命令，让少女将火之割符送给京滨第三避难所的使者。但它们在重制版里未登场。
平将門
被埋在原爆点的王城中，为了引诱主人公们去魔界而苦苦等待的亡者。
帕祖祖
作为弥赛亚教教组的魔王。绅士的举止是其特征。被对立的魔王巴尔封印在游戏《恶魔杀手》中，但被主人公解放了出来。给主人公和朋友救世主的工作，企图从巴尔那里夺取东京都的霸权，但计划因手下少女的谋反而失败了。主人公最终将其杀掉。
雙頭犬
帕祖祖支配的妖兽。被少女系在品川王子大饭店的一给房间里。从这开始就很是怨恨少女，一度做过同主人公一起战斗的仲魔。
バエル
パズスと対立する東京での魔王。ディーヴァ教教祖で、マンモン、レオナルド、バラム、ネビロスは配下に当たる。
路西法
前作里中岛打倒的大魔王。违逆了造物主Y・H・V・H的意愿，而降为恶魔的天使长。是作为基督等教派原恶的存在。虽在某地被冰冻了，但由于打败了帕祖祖，朋友是他复活了。
撒旦
被造物主遣返、于东京都播撒混沌之种的大魔王。过去是占了路西法下风的实力较弱的恶魔。他很害怕路西法。作品中登场的恶魔受撒旦影响的，在同其交涉是便能看出来。
阿修罗
路西法的亲信。但是，在路西法被封印后也被造物主贬入凡间，现在服侍的是另外的主人。
巴力
路西法的亲信。现在被造物主贬入凡间，变成了丑恶的恶魔。
Y・H・V・H
犹太和基督等教所信仰的神灵，是创造世界的唯一绝对的造物主。以前圣经中的神明在RPG中作为敌人是从未有过先例的，因此社会各界也对这个设定产生了较大的争论。。
伊邪那岐
日本神话里的男神。被魔王阿斯摩太囚禁在了魔界的某处。
伊邪那美
日本神话里的女神，是伊邪那岐的妻子。也被魔王阿斯摩太囚禁在了魔界的某处。
天魔
在荒废的东京担任能渡过普通方法无法渡过的水边的渡轮，是大龟样的魔界巨兽。有了对应的物品就能将人带到对岸的地点。
赞拉坦
远比天魔大的、小岛样的龟状巨兽。被体内所住着的、自称“赞拉坦之主”的老人所操纵着。
卡戎
冥府之川的渡守。在游戏结束之时会出现。

## 他機種版
手机版
2006年9月1日，NTT DOCOMO用i应用发布；同年12月1日，ソフトバンクモバイル用S!应用发布；同年12月7日，au（KDDI）的EZ应用（BREW）和阿特拉斯应用也发布了。
手机版和FC版主要有以下几点差异：
- 游戏文本添加汉字，成为了汉字假名混书文（日语：漢字かな混じり文）。
- 在哪里都可以保存。
- 自动绘图功能追加，但自动寻路功能被删除。
- 图像重绘了。
- 因为容量的关系，10首以上的BGM被删除，被删BGM以其他未删BGM代替。
- 战斗画面中，不显示输入的命令。
- 黑暗区域内，周边地图也是可显示的。

## 音乐
由增子司作曲、編曲，Project SATAN演奏的本作BGM是以摇滚为基调构成的。当时家用游戏机上发售的RPG作者群常选用古典乐风格的BGM，在这种情况下，本作这样的是很少见的。而且FC版使用了PSG芯片，即特殊音源芯片“N106（波形音源”，这样同时发音轨道增多了，不仅仅是照前作比更好，同其他会社的制品比的话，在音响方面也是很好的。由于ROM容量是前作的二倍的4兆位（512KB），收录的曲数照前作也增加了近2倍。

## 影响
在《女神转生II》发行之后，Atlus获得了开发并出版更多有《女神转生》标题的作品之权利。为了打造一个属于会社的新《女神转生》作品，ATLUS在SFC上推出了下作《真·女神转生》。它部分重描述了《女神转生II》的故事并大大扩展了它的故事及其游戏系统。这款叫做《真·女神转生》的游戏发布于1992年。此游戏取得了巨大的商业及舆论上的成功，打造了《女神转生》品牌并推出了多个续集及其衍生系列。

## 扩展链接
- 莫比游戏上的《Digital Devil Story: Megami Tensei II》（英文）